# Giải LVFCS cho quay phim xuất sắc nhất
Giải LVFCS cho quay phim xuất sắc nhất là một trong các giải của LVFCS dành cho quay phim, được bầu chọn là xuất sắc nhất. Giải này được lập từ năm 1997.

## Các phim & người đoạt giải

### Thập niên 1990
| Năm  | Phim                   | Người quay        |
| ---- | ---------------------- | ----------------- |
| 1997 | Titanic                | Russell Carpenter |
| 1998 | Saving Private Ryan    | Janusz Kaminski   |
| 1999 | Snow Falling On Cedars | Robert Richardson |

### Thập niên 2000
| Năm  | Phim                                              | Người quay        |
| ---- | ------------------------------------------------- | ----------------- |
| 2000 | O Brother, Where Art Thou                         | Roger Deakins     |
| 2001 | The Lord of the Rings: The Fellowship of the Ring | Andrew Lesnie     |
| 2002 | Road to Perdition                                 | Conrad L. Hall    |
| 2003 | The Lord of the Rings: The Return of the King     | Andrew Lesnie     |
| 2004 | The Aviator                                       | Robert Richardson |
| 2005 | King Kong                                         | Andrew Lesnie     |
| 2006 | Children of Men                                   | Emmanuel Lubezki  |
| 2007 | There Will Be Blood                               | Robert Elswit     |
| 2008 | The Curious Case of Benjamin Button               | Robert Elswit     |

Bản mẫu:LVFCS Awards Chron